# Ustawa o wspieraniu i resocjalizacji nieletnich
Ustawa z dnia 9 czerwca 2022 r. o wspieraniu i resocjalizacji nieletnich – polska ustawa, uchwalona przez Sejm Rzeczypospolitej Polskiej, regulująca kwestie prawne związane z postępowaniem w sprawach nieletnich, obowiązująca od 1 września 2022 roku.

## Poprzednie regulacje
Ustawa w art. 416 uchyliła ustawę z dnia 26 października 1982 r. o postępowaniu w sprawach nieletnich (Dz.U. z 2018 r. poz. 969, z późn. zm.).

## Przebieg procesu legislacyjnego
Projekt ustawy został przygotowany przez Ministerstwo Sprawiedliwości pod nadzorem ówczesnych sekretarzy stanu w ministerstwie Michała Wosia i Michała Wójcika. Projekt wpłynął do Sejmu jako projekt rządowy 15 kwietnia 2022 roku i 21 kwietnia 2022 roku został skierowany do pierwszego czytania na posiedzeniu Sejmu, a Sejm uchwalił ustawę na podstawie projektu 9 czerwca 2022 roku (za 229 głosów, 209 przeciw, 12 głosów wstrzymujących się). 30 czerwca 2022 roku Senat wniósł o odrzucenie ustawy, a weto senackie zostało odrzucone przez Sejm 7 lipca 2022 roku. 20 lipca 2022 roku ustawę podpisał prezydent RP Andrzej Duda.

## Cel i zakres regulacji
Podstawowym celem ustawy jest uporządkowanie i systematyzacja kwestii spraw nieletnich na etapie postępowania rozpoznawczego oraz postępowania wykonawczego, a także wzmocnienie efektywności oddziaływań podejmowanych względem nieletnich. Ustawa określa:
- środki przeciwdziałania demoralizacji nieletnich i dopuszczaniu się przez nich czynów karalnych,
- ogólny tryb postępowania w sprawach nieletnich,
- tryb postępowania wykonawczego i odwoławczego,
- zakres stosowania środków tymczasowych wobec nieletnich,
- prawa i obowiązki nieletnich umieszczonych w młodzieżowym ośrodku wychowawczym, okręgowym ośrodku wychowawczym, zakładzie poprawczym lub schronisku dla nieletnich,
- kompetencje sądu rodzinnego w sprawowaniu nadzoru nad wykonywaniem orzeczeń,
- funkcjonowanie okręgowych ośrodków wychowawczych, zakładów poprawczych i schronisk dla nieletnich[4].

## Nowelizacje
Ustawę znowelizowano dotychczas 4 razy. Ostatnia zmiana weszła w życie w 2025 r.
Wejście w życie pierwszej nowelizacji ustawy – 15 sierpnia 2023. Nowelizacja, wchodząca w życie 15 sierpnia 2023 dotyczy art. 28 ust. 1 i 2, wprowadziła m.in. zasadę, iż biegły psycholog biorący udział w przesłuchaniu w sprawach o demoralizację pokrzywdzonego w wieku poniżej 15 lat powinien być osobą płci wskazanej przez pokrzywdzonego, chyba że będzie to utrudniać postępowanie. Druga nowelizacja, wchodząca w życie 15 lutego 2024, dotyczyła art. 28 pkt 5, tj. odpowiedniego stosowania przepisów kodeksu postępowania karnego. Opublikowano jeden tekst jednolity ustawy w 2024.